# Сейсмічність Литви
Територія Литви — характеризується низьким рівнем сейсмічності.

## Загальна характеристика
Литва розташована на відрогах Східноєвропейської рівнини. Її сьогоднішній ландшафт сформувався в останній льодовиковий період і має рівнинний характер з невисокими моренами. Найвища точка Литви зафіксована на південному сході країни, за 23,5 км від Вільнюса — пагорб Юозапіне (293,6 м). У Литві фіксується дуже мало землетрусів, і більшість з них дуже слабкі (нижче 3,0 балів (за шкалою Ріхтера)). Однак час від часу трапляються і сильніші землетруси. Так, з 2018 року у Литві було зафіксовано принаймні тільки один землетрус з магнітудою 4,0 балів, епіцентр якого знаходився на території сусідньої країни. Це дозволяє припустити, що більш потужні землетруси в Литві відбуваються нечасто, ймовірно, в середньому приблизно кожні 5-10 років.

## Землетруси в минулі століття
У XX ст. в Литві та поблизу неї сталися наступні землетруси:
- 17 листопада 1993 року, об 11:51 (GMT), в Литві стався сильно відчутний (за шкалою інтенсивності МSK-64) землетрус магнітудою 4,2 балів (за шкалою Ріхтера). Епіцентр землетрусу знаходився за 24 км на північ від міста Таураге. Гіпоцентр землетрусу залягав на глибині 15 км[2].

## Землетруси XXІ століття

### 2001
4 вересня, о 04:40 (за місцевим часом), сейсмічною станцією в Салакасі (Литва) зафіксовано невідчутний (за шкалою інтенсивності МSK-64) землетрус магнітудою 1,4 балів (за шкалою Ріхтера). Епіцентр землетрусу знаходився за 20 км від Ігналінської АЕС. Гіпоцентр землетрусу залягав на глибині 5-10 км. За повідомленням прибалтійської агенції BNS з посиланням на Литовську геодезичну службу, спеціальні прилади вперше зафіксували "власний" землетрус поряд з АЕС. Подібні штучні землетруси в даній місцевості Литви, фахівці, окрім 2001 року, викликали також в 2004 та 2010 роках.

### 2004
7 вересня, о 22:45 (за місцевим часом), в Балтійському морі неподалік від узбережжя Литви стався відчутний (за шкалою інтенсивності МSK-64) землетрус магнітудою 3,1 балів (за шкалою Ріхтера). Епіцентр землетрусу знаходився за 64 км на північний захід від міста Клайпеди. Глибину залягання гіпоцентру землетрусу визначити не вдалося, але передбачається, що вона була невеликою.

### 2023
22 травня, о 10:38 (за місцевим часом), в Литві стався ледве відчутний (за шкалою інтенсивності МSK-64) землетрус магнітудою 2,6 балів (за шкалою Ріхтера). Епіцентр землетрусу знаходився за 21 км від міста Таураге (Литва). Глибину залягання гіпоцентру землетрусу визначити не вдалося, але передбачається, що вона була невеликою.